# 孟语凡
孟语凡（1990年10月25日—），山西太原人，中国传媒大学毕业，中国中央电视台主持人。

## 生平
1990年10月25日，孟语凡出生在山西省太原市。2009年，孟语凡考入中国传媒大学。2019年10月，孟语凡参加《中央广播电视总台2019主持人大赛》，晋级前30强。2021年7月16日，孟语凡入选中央广播电视总台主持人名单。

## 家族
孟语凡的丈夫田靖华也是中国中央电视台节目主持。已婚，育有一子（其子姓名暂未公布）